# ダン・フレイヴィン
ダン・フレイヴィン（Dan Flavin、1933年4月1日 - 1996年11月29日）は、アメリカ合衆国のミニマリズム美術家。主に蛍光灯を用い、数多くのインスタレーション作品を残した。
| スタブアイコン | サブスタブ | この項目は、まだ閲覧者の調べものの参照としては役立たない、人物に関連した書きかけの項目です。この項目を加筆・訂正などしてくださる協力者を求めています（P:人物伝/PJ:人物伝）。 |